# Bisdom Derry
Het bisdom Derry (Latijn: Dioecesis Derriena, Iers: Deoise Dhoire, Engels: Diocese of Derry) is een Noord-Iers rooms-katholiek bisdom. Het bisdom werd opgericht in 1158. Thans ressorteert het onder het aartsbisdom Armagh. Het bisdom telt 322.200 inwoners, voor 73 % katholiek, verspreid over 53 parochies. Patroonheiligen zijn de HH. Columba en Eoghan. Het omvat het grootste deel van county Derry en delen van county Donegal, county Tyrone en county Antrim.

## Parochies
| Derry | Donegal                                                                   | Tyrone |
| --- | ------------------------------------------------------------------------- | --- |
| In Derry City: St Eugene's Cathedral (Templemore) St Columba's, Longtower (Templemore) Ardmore, St Mary's Culmore (Parish of the Assumption) Glendermott, Waterside Holy Family Parish, Ballymagroarty Our Lady of Lourdes, Steelestown St Mary's, Creggan. Strathfoyle (Strathfoyle, EnaghLough) The Three Patrons Buiten Derry City: Ballinascreen (Draperstown) Banagher Bellaghy Claudy Coleraine Desertmartin Dungiven Faughanvale (and Lower Cumber) Garvagh Greenlough Kilrea Lavey Limavady Maghera Magilligan Swatragh | Buncrana Carndonagh Clonmany Culdaff Fahan Iskaheen Lifford Malin Moville | Aghyaran (Termonamongan) Castlederg Doneyloop Drumquin Dunamanagh Gortin Greencastle Killyclogher (Cappagh Parish) Killygordon Leckpatrick Melmount Newtownstewart Omagh (Drumragh) Plumbridge Sion Mills Strabane (Camus) |